# Acanthothecis leucopepla
La Acanthothecis leucopepla es un liquen crustáceo que pertenece al grupo de los liquenizados, lo que significa que forma una simbiosis mutualista con fotobiontes algales. Está clasificado bajo la familia Graphidaceae. Se encuentra distribuida en diversas regiones geográficas, abarcando América y Australasia.

## Características
Este liquen presenta una variedad de características morfológicas que lo distinguen. Su talo es de tipo crustáceo, y se desarrolla en sustratos como corteza, corcho y superficies vegetales como troncos, ramas y ramitos. El talo puede presentar una superficie superior de color grisáceo o amarillo blanquecino, con una textura granular o granulosa.
Los ascomas de la Acanthothecis leucopepla son de tipo apotecial o apotecioide, lo que se refiere a la estructura reproductiva que contiene las ascosporas. Estos ascomas son sésiles y superficiales en su disposición. Las ascosporas presentan una forma elipsoidal, con una longitud que varía entre 80 y 105 µm, y un ancho que oscila entre 18 y 22 µm. Las ascosporas tienen septos muriformes, lo que significa que están divididas en compartimentos por tabiques cruzados. Su coloración es hialina, es decir, incolora. Además, este liquen contiene el ácido protocetrárico como uno de sus metabolitos secundarios. El fotobionte primario que forma la simbiosis con la Acanthothecis leucopepla pertenece al grupo de las clorófitas, específicamente de la familia Trentepohliaceae.